# Stadtteilschule Poppenbüttel
Die Stadtteilschule Poppenbüttel ist eine staatliche Stadtteilschule in den Hamburger Stadtteilen Poppenbüttel und Hummelsbüttel. Dort hat die Schule zwei Standorte, am Schulbergredder und am Poppenbüttler Stieg. Die Schule wurde 2010 aus der Gesamtschule Poppenbüttel und der Haupt- und Realschule Poppenbüttler Stieg gebildet.

## Geschichte
Eine regelmäßige Beschulung der Poppenbüttler Kinder fand ab 1664 statt, dabei stand eher die Christenlehre im Mittelpunkt, weniger die „Realfächer“ Lesen und Rechnen. Die erste festangestellte Lehrkraft in Poppenbüttel war eine Frau. Da Poppenbüttel zum Besitz des Hamburger Domkapitels gehörte, finanzierte dieses auch die Schule. 1688 wurde im Dorf Poppenbüttel das erste Schulhaus erbaut. Das reetgedeckte Fachwerkhaus war der Größe nach eher eine dürftige Kate und barg eine Schulstube, die gleichzeitig dem angestellten Lehrer (inzwischen ein Mann) als Wohnung diente. Das Jahr 1688 gilt in der Traditionspflege der Stadtteilschule als Gründungsjahr.
Das Amt des Schulmeisters in Poppenbüttel blieb über drei Generationen in der Familie Brüggemann. Schulmeister in Stormarn wurden im 18. Jahrhundert schlechter entlohnt als einfache Landarbeiter und waren auf Nebenverdienst angewiesen. Entsprechend betrieben die Brüggemanns eine Schankwirtschaft, bis ihnen das Domkapitel 1759 das Krugrecht kündigte. 1762 ging das Amt des Schulmeisters von Hans Joachim Brüggemann auf Hermann Ahrens über, der es bis 1812 ausübte.
Bis 1806 blieb Poppenbüttel und somit die Verantwortung für die Schule beim Hamburger Domkapitel, bis das Domkapitel in Folge der Napoleonischen Kriege und Besatzung säkularisiert wurde und somit Poppenbüttel an das Herzogtum Holstein und damit den dänischen König übergingen. 1812 wurde ein neues Schulhaus errichtet. Sowohl die Schulkate von 1688 als auch der Neubau von 1812 sind nicht mehr existent. Das Schulhaus von 1812 (Schulbergredder 5) wurde 1972 abgerissen, dort befindet sich heute die „Langhein–Kate“.
Nach dem Deutsch-Dänischen Krieg kam das Herzogtum Holstein 1864 zu Preussen, womit die Schule Poppenbüttel unter die preußische Schulverwaltung kam.
Die Volksschule wurde 1934 in Ludwig-Frahm-Schule umbenannt. Seit dem Groß-Hamburg-Gesetz von 1937 gehört Poppenbüttel zu Hamburg, und die Ludwig-Frahm-Schile wird von der Hamburger Schulbehörde verwaltet. Nach dem Zweiten Weltkrieg wurde sie zur Grund-, Haupt- und Realschule, 1990 dann zur Gesamtschule mit dem Namen Gesamtschule Poppenbüttel.
Im Rahmen der Hamburger Schulreform wurde die Gesamtschule Poppenbüttel 2010 mit der Haupt- und Realschule Poppenbüttler Stieg unter Weiternutzung ihrer jeweiligen Schulgebäude zusammengelegt und zur Stadtteilschule Poppenbüttel umgeformt. Gleichzeitig wurde die vormals der Gesamtschule Poppenbüttel angegliederte Grundschule zur selbständigen Grundschule gemacht.
2020 wurde die Schule erstmals als Europaschule ausgezeichnet.

## Standorte und Architektur
Die Schule hat zwei Standorte:
- Schulbergredder 13 und 21a in Poppenbüttel, wo die Klassenstufen 8–10 und die Oberstufe unterrichtet werden.[11] (⊙). Die beiden Schulgrundstücke am Schulbergredder sind nicht miteinander verbunden, aber nur 50 m voneinander entfernt.
- Poppenbüttler Stieg 7 in Hummelsbüttel, wo die Klassenstufen 5–7 unterrichtet werden[11] (⊙)

Am Schulbergredder 13 wurde 1890 die Volksschule Poppenbüttel errichtet. 1926 kam ein Neubau hinzu, der später umgestaltet wurde. Die Schulgebäude am Schulbergredder 13 stehen unter Denkmalschutz.
Der Neubau am Schulbergredder 21 wurde 1956 begonnen, die Entwürfe stammten von Albert Hauschildt. 1958 wurde die Ludwig-Frahm-Schule am Schulbergredder 21 eingeweiht. Die Schulgebäude am Schulbergredder 21 stehen als Teil der Gesamtanlage der Ludwig-Frahm-Schule unter Denkmalschutz.
Der Bau der Schule Poppenbüttler Stieg wurde 1958 begonnen, 1959 fand die Einweihung statt. Die Entwürfe für die Schulgebäude am Poppenbüttler Stieg stammten vom Büro Schwarz & Gerull. Diese individuellen Entwürfe sind für die Hamburger Nachkriegszeit ungewöhnlich, denn von den 125 zwischen 1949 und 1960 neuerbauten Schulen in Hamburg wurden nur zehn Prozent von Privatarchitekten wie Hauschildt bzw. Schwarz & Gerull ausgeführt. Alle anderen Schulentwürfe verantwortete das Hamburger Hochbauamt, insbesondere dessen Leiter Paul Seitz mit seinen Schul-Serienbauten. Auf dem Schulgelände am Poppenbüttler Stieg befindet sich ein hierhin verlagertes denkmalgeschütztes prähistorisches Steingrab.

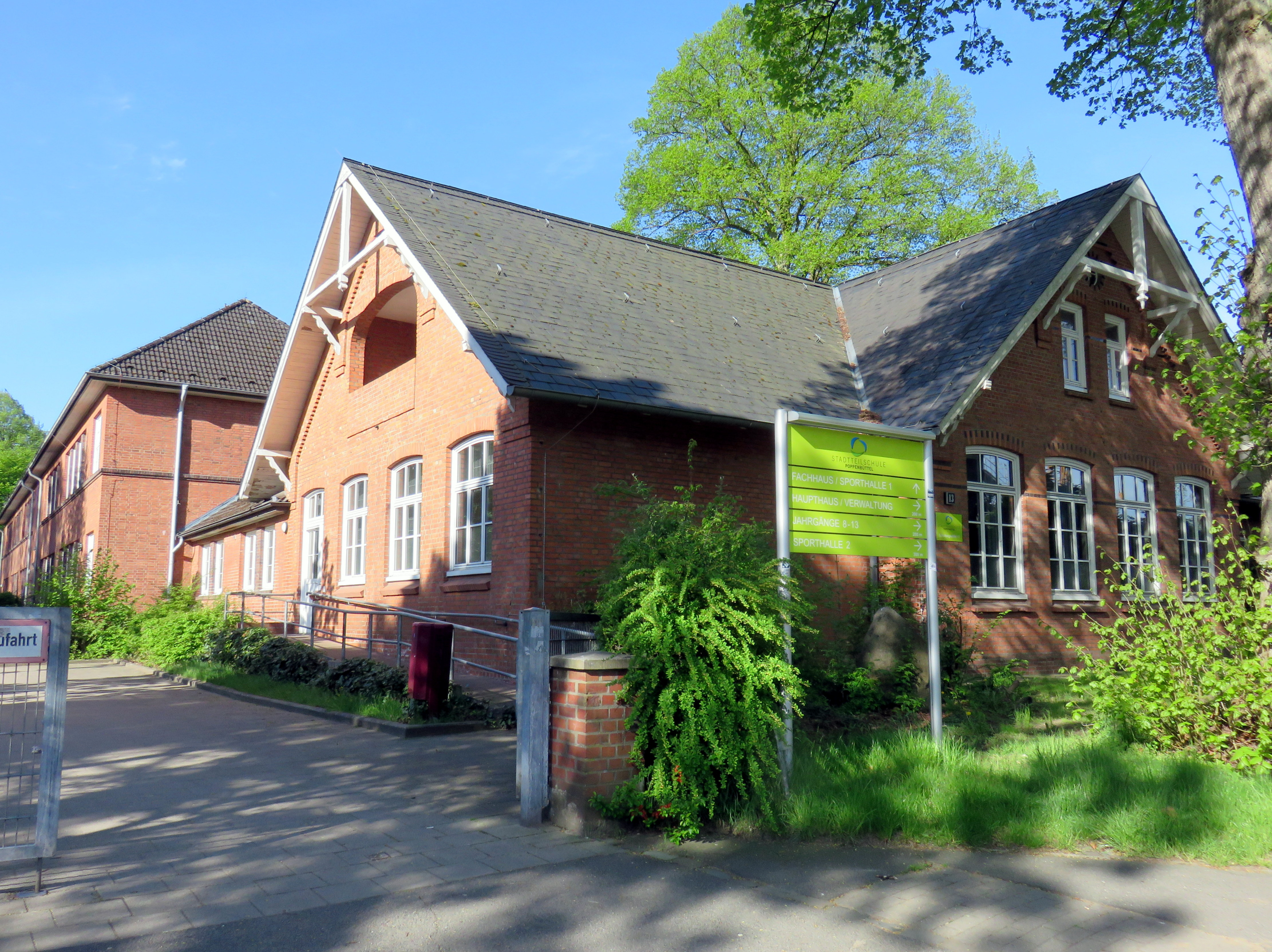
Schulbergredder 13, Altbau
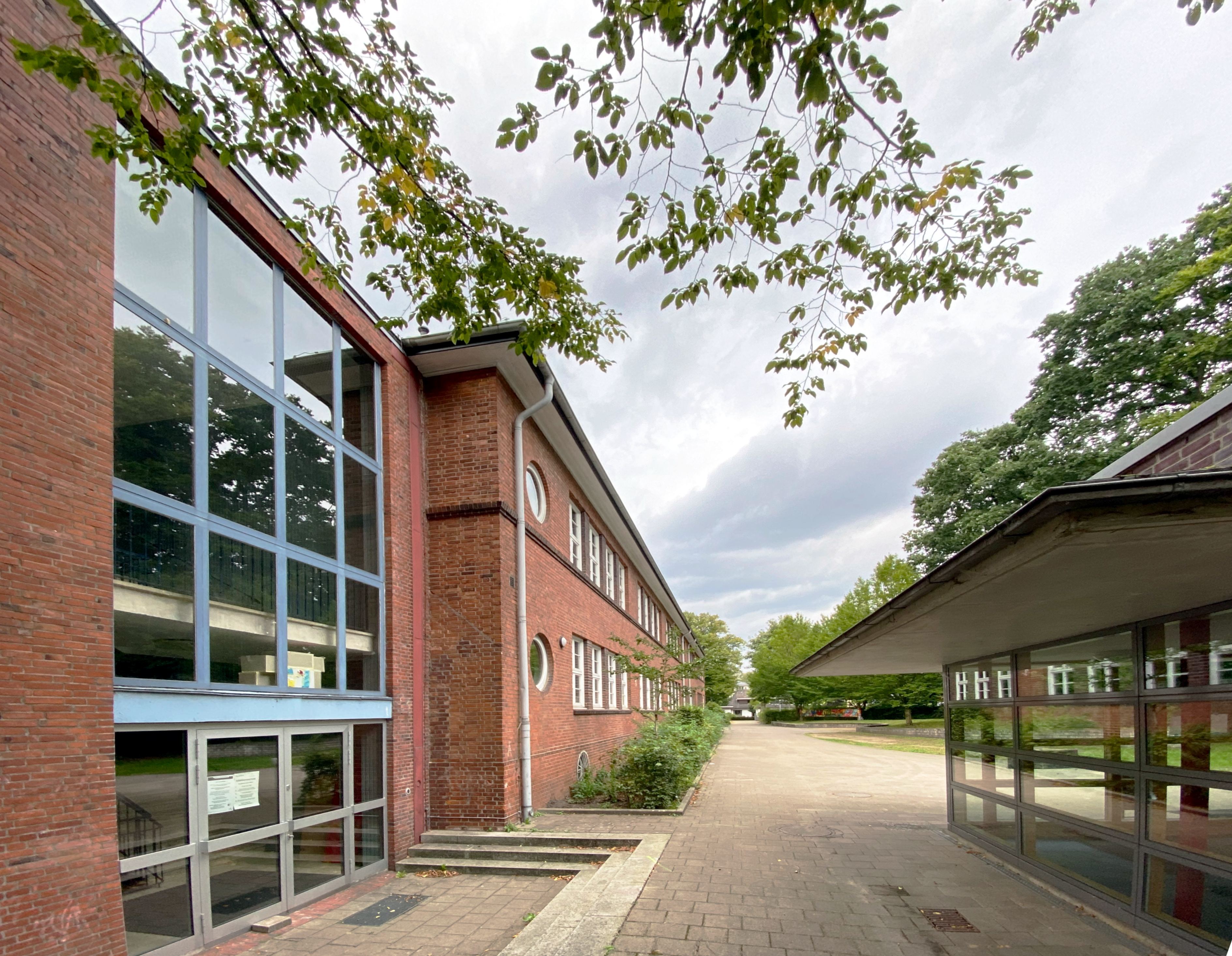
Schulbergredder 13, Erweiterungsbau und Turnhalleneingang
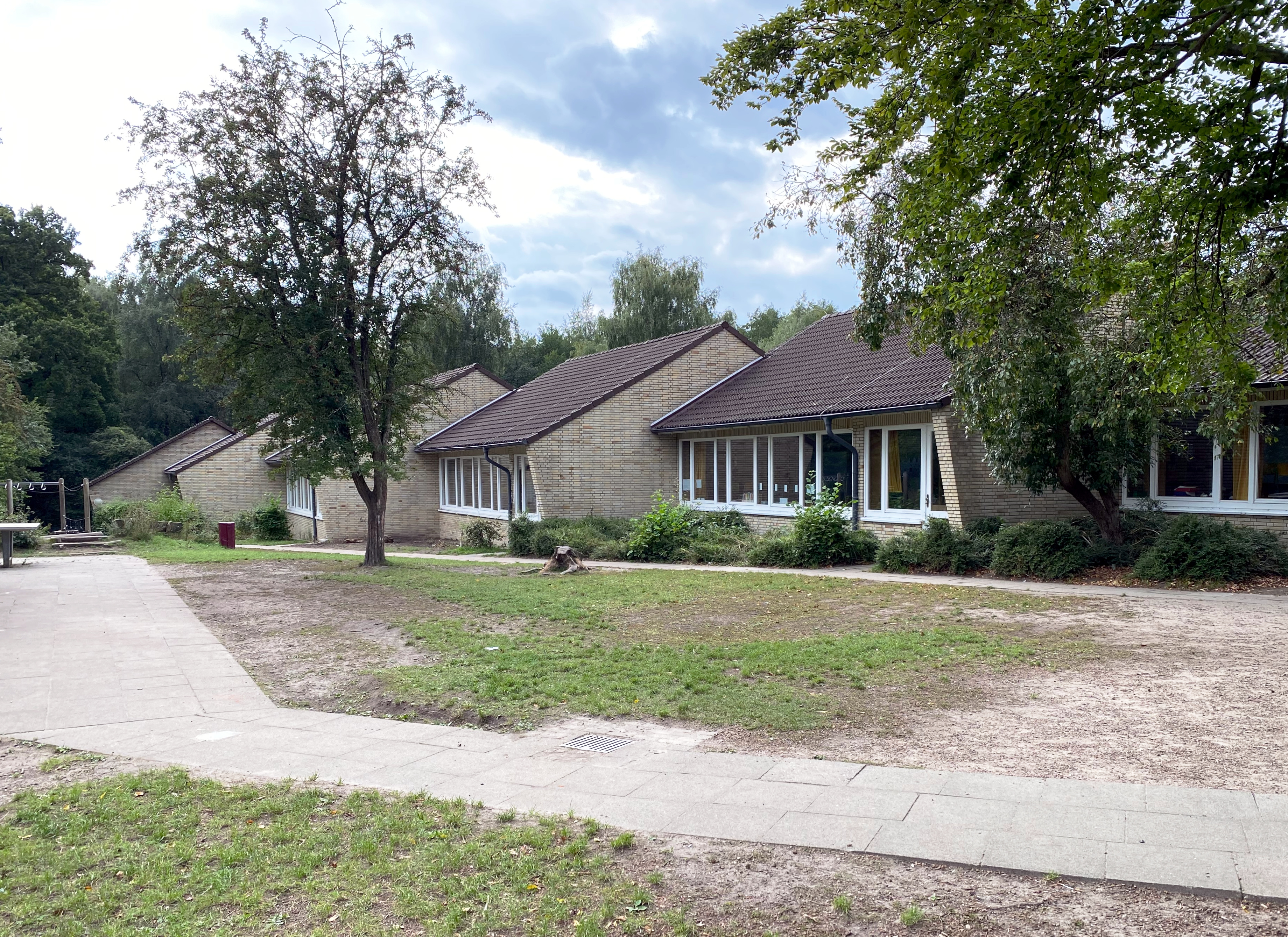
Schulbergredder 21, Pavillons
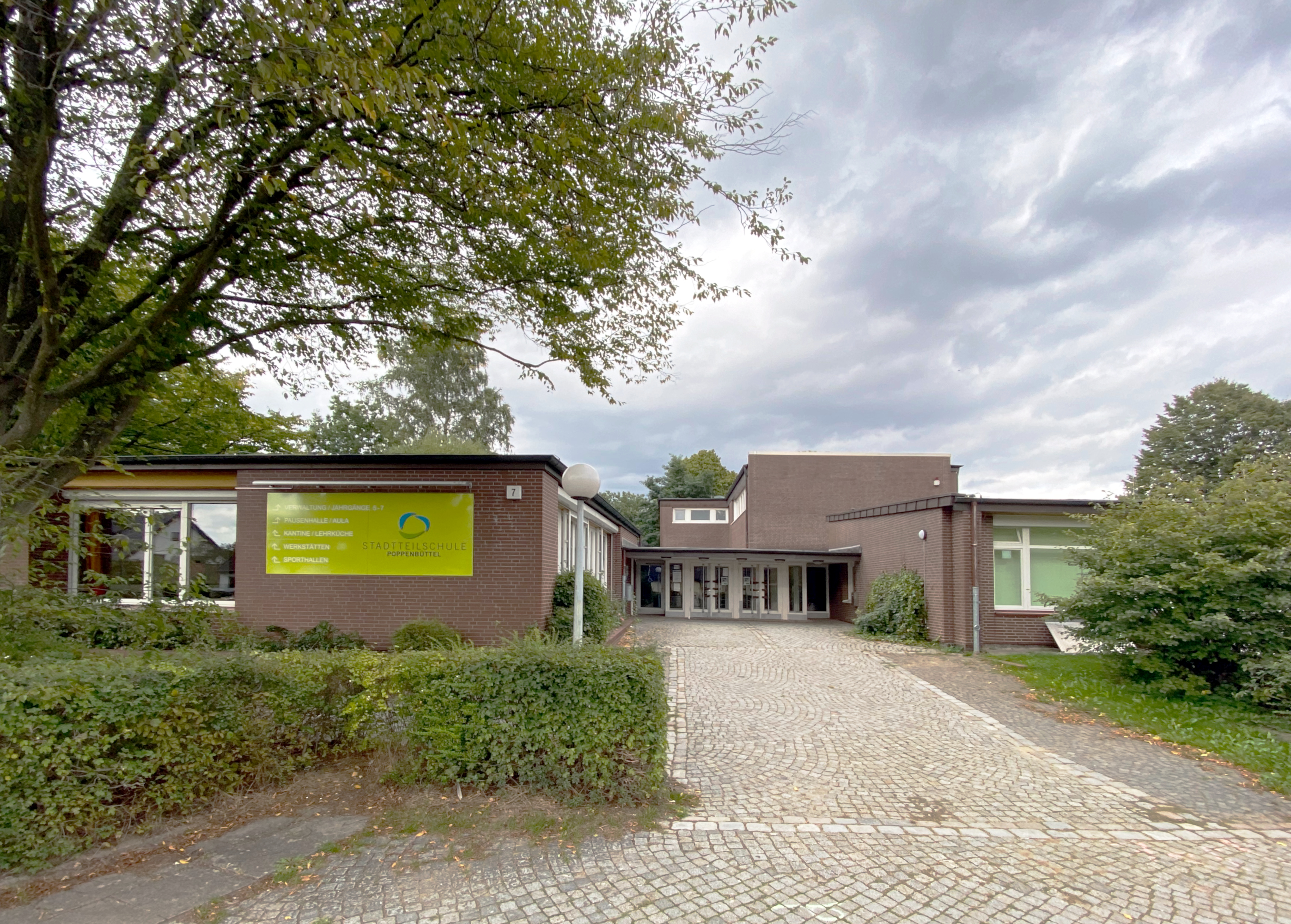
Poppenbüttler Stieg, Eingang

## Schulprofil
Die Stadtteilschule Poppenbüttel ist eine Ganztagsschule, seit 2016 ist dort die Teilnahme an der Ganztagsbetreuung für Unter- wie Mittelstufe verpflichtend („gebunden“). Das Angebot der „Ganztagsbetreuung“ (bis 16:00) wurde seit der Schulreform von 2010 für alle staatliche Schulen in Hamburg zur Pflicht, allerdings wird sie an den meisten anderen Stadtteilschulen optional angeboten („offen“). Die Schule hatte im Schuljahr 2017/18 knapp 800 Schüler. Der Einzugsbereich im engeren Sinn besteht aus Hummelsbüttel und Poppenbüttel, daneben besuchen auch Schüler aus Langenhorn, Fuhlsbüttel und Lemsahl-Mellingstedt die Schule.
Bei der Erhebung des Sozialindex für Hamburger Schulen 2011 wurde für die Stadtteilschule Poppenbüttel ein Sozialindex von 5 errechnet. Dies bezieht sich auf eine Skala von 1 (nachteilige Voraussetzungen der Schülerschaft, höchster Förderbedarf) bis 6 (beste Voraussetzungen, kein Förderbedarf). Im Schuljahr 2016/17 hatten gut 36 % der Schüler an der Schule einen Migrationshintergrund, deutlich unter dem Durchschnitt aller Hamburger Stadtteilschulen.